# نبرد رقه (۲۰۱۷)
نبرد ۲۰۱۷ رقه پنجمین و آخرین مرحله از حمله به رقه است که نیروهای دمکراتیک سوریه علیه داعش در شهر رقه که به‌طور واقعی تبدیل به پایتخت داعش شده بود شروع کرده‌اند. این نبرد روز ۶ ژوئن ۲۰۱۷ شروع شد. این نبرد به نام «نبرد بزرگ» نامیده شده‌است و هم‌زمان با نبرد موصل به عنوان بخشی از تلاش نیروهای مأموریت مشترک- عملیات عزم آهنین و همپیمانان آن برای بیرون راندن داعش از مراکزش و متلاشی کردن آن است.
در ۱۷ اوت ۲۰۱۷ نیروهای سوریه دموکراتیک اعلام پیروزی در نبرد رقه کردند.

## سابقه
شهر رقه در سال ۲۰۱۴ بدست داعش افتاد پس از آن، رقه به مرکز اصلی داعش شده بود. نیروهای دمکراتیک سوریه از نوامبر ۲۰۱۶ عملیات نظامی برای خارج کردن این شهر از کنترل داعش را شروع کرده و طی ۴ مرحله توانستند بر تعدادی از روستاها و شهرک‌های آن مسلط شوند.

## ورود نیروهای دمکراتیک سوریه به رقه
در روز ۶ ژوئن ۲۰۱۷، نیروهای دمکراتیک سوریه که عمده آن‌ها از کردها تشکیل شده‌است توانستند از سمت شرق وارد شهر رقه شوند. از نظر واشینگتن این نیرو نقش اصلی را در بازپس‌گیری رقه به عهده دارد و به همین خاطر ایالات متحده آمریکا تصمیم به دادن سلاح‌های سبک و زرهی به این نیروها گرفته‌بود. بازپس‌گیری این شهر نه تنها تضعیف داعش بلکه تقویت نفوذ آمریکا در سوریه محسوب می‌شد.

## سیر تحولات
روز شنبه ۱۰ ژوئن ۲۰۱۷، نیروهای سوریه دمکراتیک یک پیشروی جدید را در داخل شهر رقه انجام داده و بعد از نبردهایی شدید با افراد مسلح تشکیلات داعش، کنترل برخی از مواضع جدید را در غرب و شمال و شرق این شهر بدست گرفتند. این در حالیست که برخی اطلاعات دال بر مذاکراتی بین یک هیئت عشایری، وابسته به داعش در رقه با حزب اتحاد دمکراتیک کردی در حومه تل ابیض برای تحویل دادن این شهر در مقابل خروج امن جنگجویان داعش وجود دارد.
بعد از کنترل بر محله استراتژیک حی الصناعه و تخلیه آن از غیر نظامیان در پی امن نمودن مسیر عقب کشیدن آن‌ها به مناطق امن، نیروهای سوریه دمکراتیک از سمت شرقی شهر رقه به مرکز این شهر نزدیک شدند. این امر با توجه به ادامه نبردها در دو محور اصلی با هدف اخراج داعش از پایگاه خود در این شهر انجام گرفت… منابع نظامی نیروهای سوریه دمکراتیک گفتند، افراد داعش نتوانستند در مقابل بمباران هوایی شدیدی که هواپیماهای ائتلاف بین‌المللی آن را به منظور زمینه‌سازی برای نفوذ نیروهای رزمنده به عمق محله‌های مسکونی به اجراء گذاشتند مقاومت کنند.
تا تاریخ ۲۵ ژوئن ۲۰۱۷ نیروهای سوریه دمکراتیک تحت‌الحمایه ائتلاف بین‌المللی پیشروی بیشتری را در مقابل تشکیلات داعش در شهر رقه بدست آوردند.
نیروهای سوریه دمکراتیک دادن اجازه برای خروج امن افراد تشکیلات داعش را رد کرده و تأکید نموده‌است که تنها گزینه، تسلیم افراد و سلاحهایشان است.
دفتر امور انسانی وابسته به ملل متحد در سوریه گفت: داعش مانع خروج غیر نظامیان خواهان ترک شهر رقه شده‌است که در معرض تهاجم ائتلاف قرار گرفته‌اند. شایان یادآوریست که نیروهای ائتلاف، پیشروی نیروهای سوریه دمکراتیک را پوشش می‌دهند.